# Аньо
Аньо (фр. Agneaux) — коммуна на северо-западе Франции, находится в регионе Нормандия, департамент Манш, округ Сен-Ло, кантон Сен-Ло-1. Пригород Сен-Ло, расположен на противоположном берегу реки Вир. Через территорию коммуны проходит автомагистраль N174. На границе коммуны, в 2 км от центра, находится железнодорожная станция Сен-Ло линии Лизон-Ламбаль.
Население (2018) — 4 061 человек. 

## Достопримечательности
- Шато Сент-Мари XIII века
- Часовня Святой Марии при шато
- Церковь Святого Иоанна Крестителя XIX века
- Шато ла Пальер (в настоящее время здание мэрии)
- Шато ла Восель XIV-XVI веков
- Особняк Бодель XVI века
- Образовательный комплекс «Институт Сен-Ло»

## Экономика
Структура занятости населения:
- сельское хозяйство — 0,7 %
- промышленность — 10,9 %
- строительство — 9,2 %
- торговля, транспорт и сфера услуг — 52,8 %
- государственные и муниципальные службы — 26,4 %

Уровень безработицы (2018) — 8,6 % (Франция в целом —  13,4 %, департамент Манш — 10,4 %). 

Среднегодовой доход на 1 человека, евро (2018) — 23 310 (Франция в целом — 21 730, департамент Манш — 20 980).

## Демография
Динамика численности населения, чел.

## Администрация
Пост мэра Аньо с 2014 года занимает Ален Севек (Alain Sévêque). На муниципальных выборах 2020 года возглавляемый им правый список был единственным.
| Период | Период | Фамилия          | Партия                             | Примечания                            |
| ------ | ------ | ---------------- | ---------------------------------- | ------------------------------------- |
| 1971   | 2000   | Эдмон Пледаньель | Объединение в поддержку Республики | член Генерального совета департамента |
| 2000   | 2014   | Ален Метраль     | Разные правые                      |                                       |
| 2020   |        | Ален Севек       | Разные правые                      | пенсионер                             |

## Города-побратимы
- Брукк-ан-дер-Гросглоккнерштрасе, Австрия
- Раполту-Маре, Румыния

## Галерея

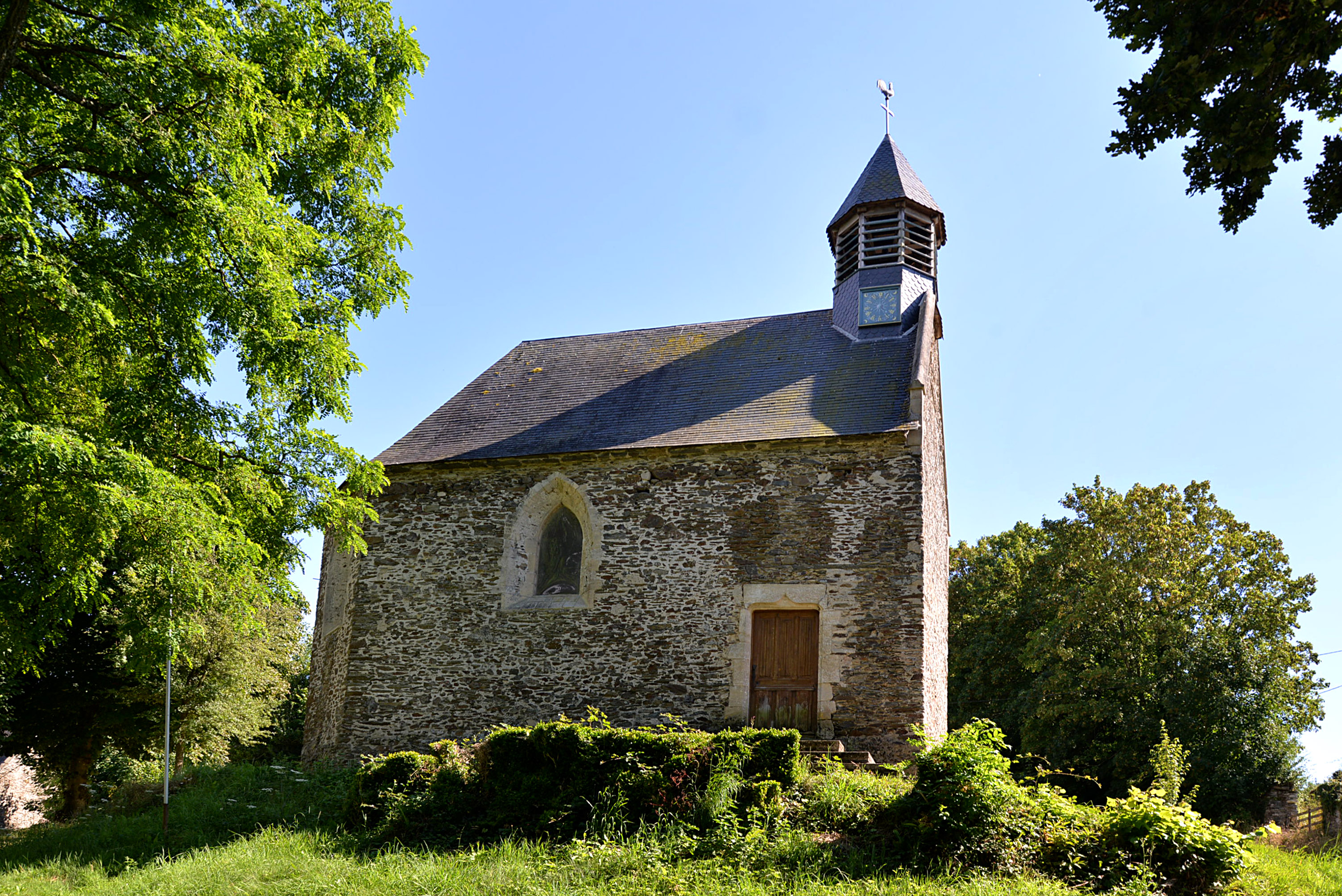
Часовня Святой Марии
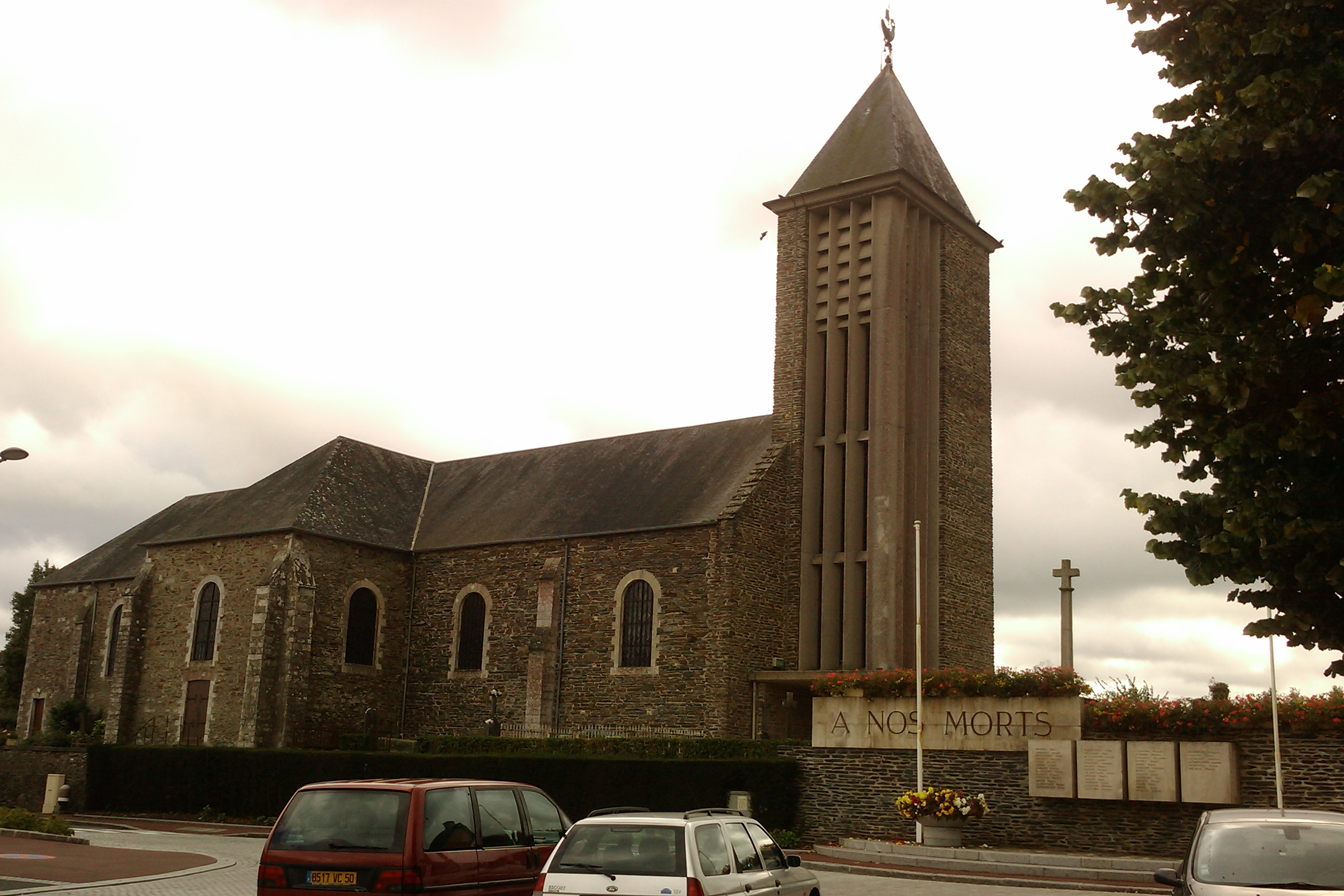
Церковь Святого Иоанна Крестителя
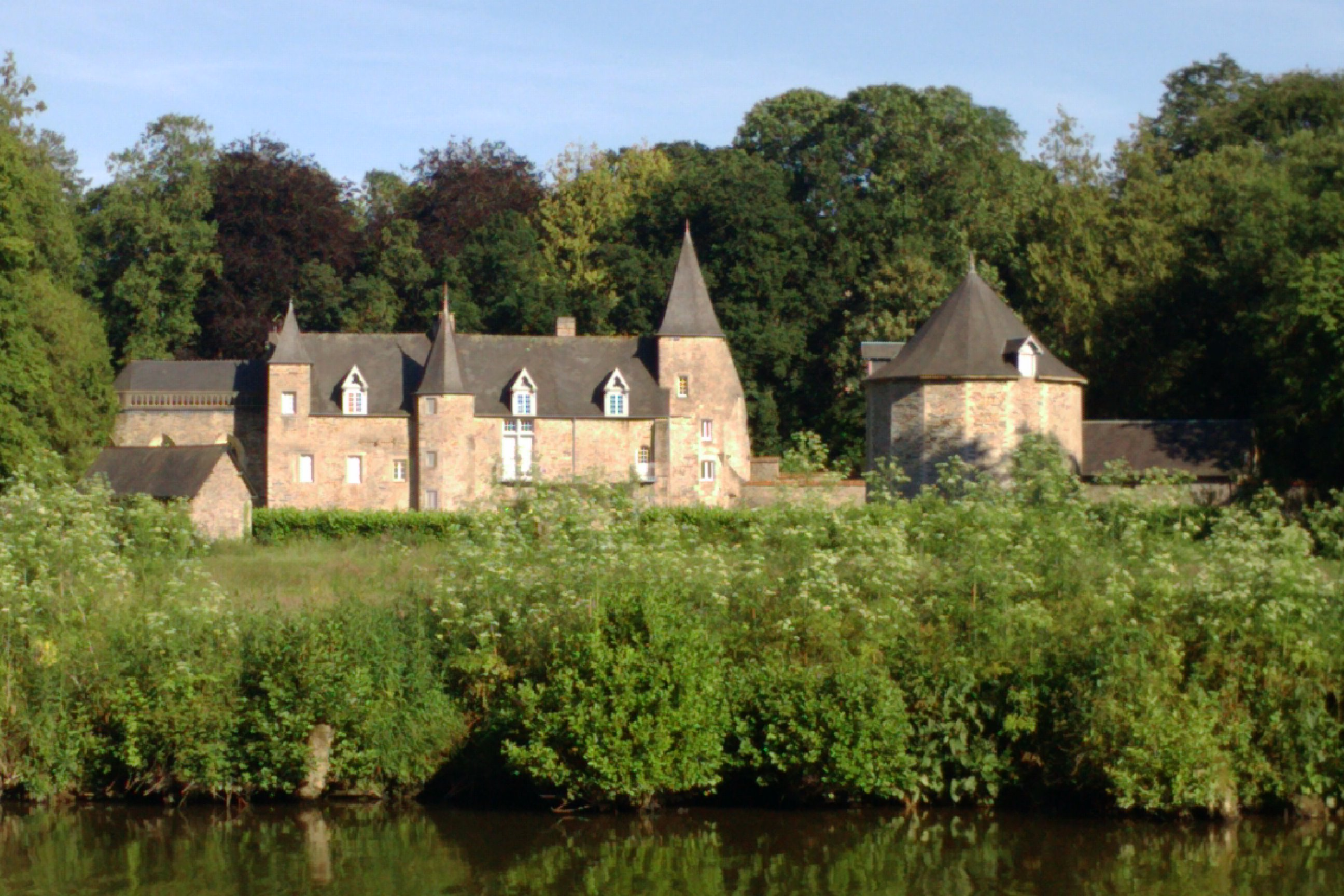
Шато ла Восель
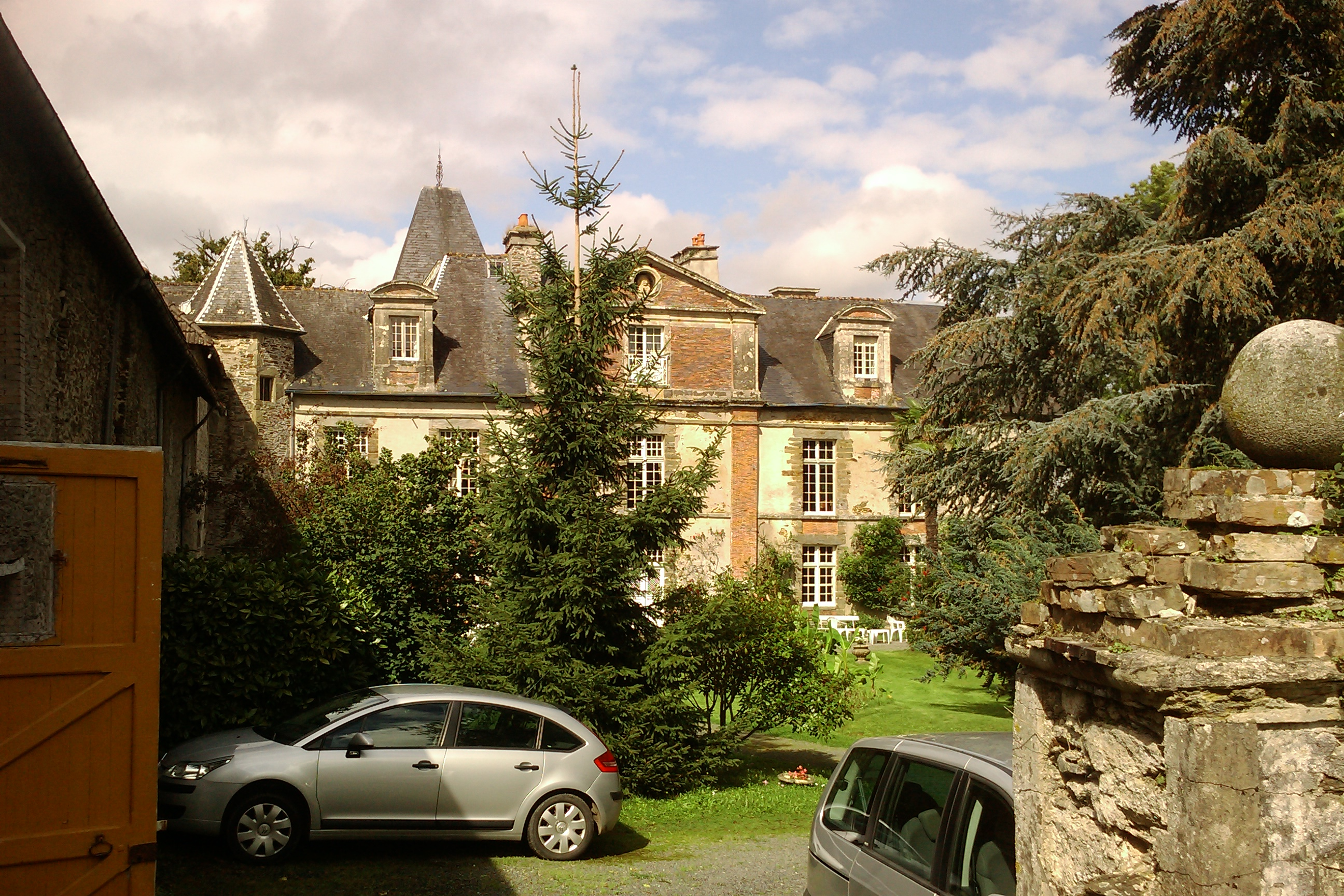
Особняк Бодель
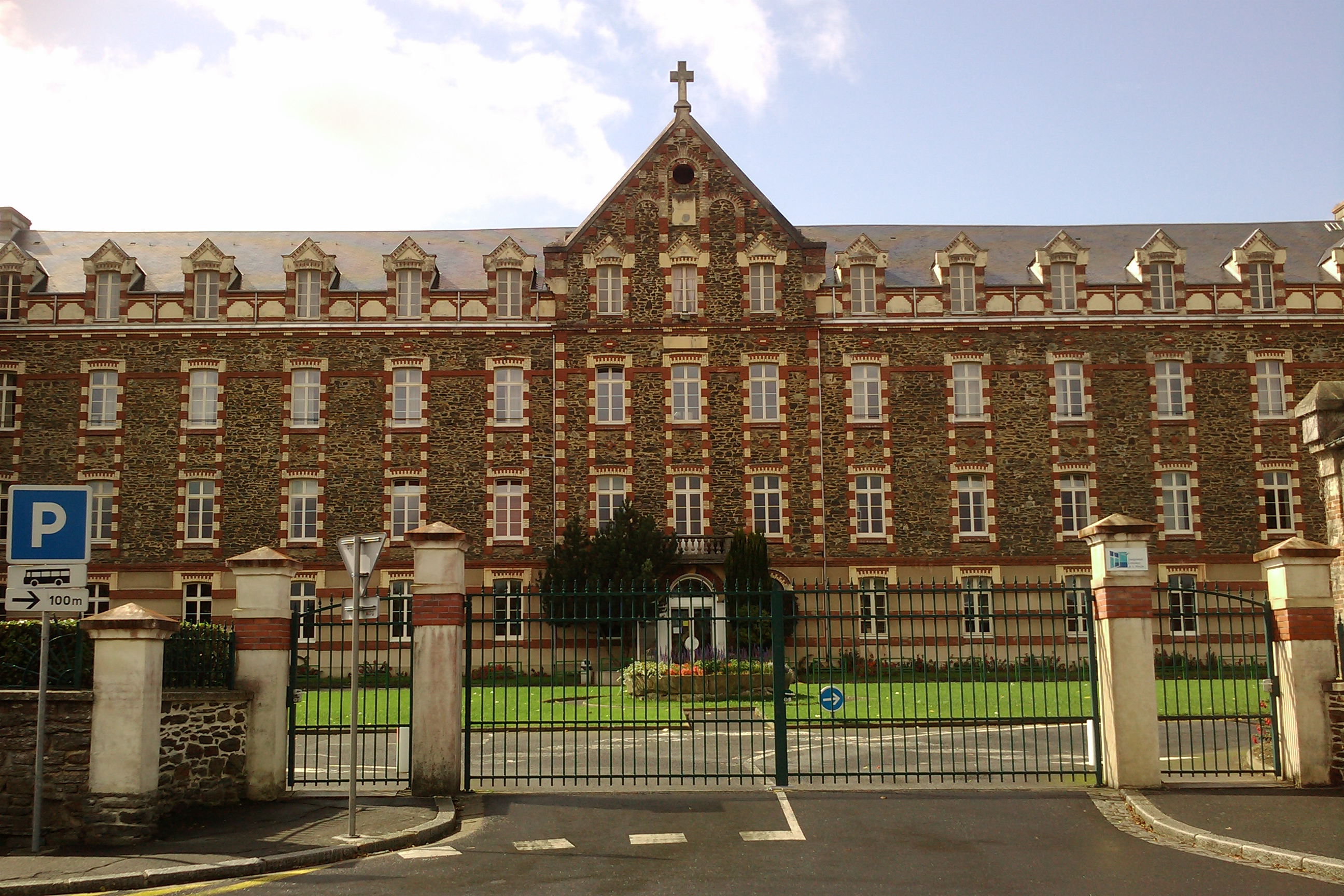
Институт Сен-Ло в Аньо